# Bouillon, Pyrénées-Atlantiques
Bouillon är en kommun i departementet Pyrénées-Atlantiques i regionen Nouvelle-Aquitaine i sydvästra Frankrike. Kommunen ligger i kantonen Arzacq-Arraziguet som tillhör arrondissementet Pau. År 2022 hade Bouillon 158 invånare.

## Befolkningsutveckling
Antalet invånare i kommunen Bouillon
| Referens: INSEE |